# Ваздухопловна база Ванденберг
Ваздухопловна база Ванденберг (енгл. Vandenberg Air Force Base) насељено је место без административног статуса у америчкој савезној држави Калифорнија.

## Демографија
По попису из 2010. године број становника је 3.338, што је 2.813 (-45,7%) становника мање него 2000. године.
| Група             | 2000.         | 2010.         |
| Белци             | 4.198 (68,2%) | 2.005 (60,1%) |
| Афроамериканци    | 722 (11,7%)   | 307 (9,2%)    |
| Азијати           | 240 (3,9%)    | 207 (6,2%)    |
| Хиспаноамериканци | 683 (11,1%)   | 616 (18,5%)   |
| Укупно            | 6.151         | 3.338         |